# 312 км (зупинний пункт)
312-й кілометр — пасажирський залізничний зупинний пункт Конотопської дирекції Південно-Західної залізниці на лінії Ворожба — Волфине, між станціями Ворожба (16 км) та Волфине (3 км).
Розташований між селами Сорокине та Іскрисківщина Сумського району Сумської області.
Станом на початок 2018 року пасажирське сполучення не здійснювалося.
У 2024 році закритий разом з усією дільницею Ворожба — Волфине.